# 本町 (伊勢市)
本町（ほんまち）は三重県伊勢市の地名。郵便番号は516-0074。伊勢神宮外宮の鳥居前町であると共に、伊勢市の経済の中心としての機能をも有する。

## 地理
伊勢市の中央よりやや北寄りに位置する、山田の東側にある。地形的には高倉山東麓の沖積低地にある。
北は吹上一丁目、東は岩渕一丁目・岡本一丁目、南は豊川町、西は一志町・宮後一丁目と接する。観光業や金融業・保険業といった第三次産業が卓越する。

## 歴史

### 概要
江戸時代には田中中世古町（たなかなかせこちょう、たなかなかせこまち）という町名だった。（『勢国見聞集』など少数の史料では田中町・中世古町に分けるものもある。）伊勢神宮外宮の山田十二郷の1つで、山田三方に所属していた。徳川家の祈祷師であった春木大夫をはじめとする御師が軒を連ね、天保7年（1836年）には23人に上った。田中中世古町は神宮式年遷宮において御樋代木を奉曳する特権を有し、国書講義所と付属手習所という家塾があった。江戸時代を通して3度の大火を経験しており、特に宝永3年（1706年）の大火では全戸焼失の被害を受けている。また寛文10年（1670年）の大火の後には中世古の名の由来とされる時宗神光寺が町外へ転出し、跡地には会所ができた。
1894年（明治27年）、芝居小屋の蛭子座が開業した。蛭子座は1916年（大正5年）に一之木町へ移転し、世界館に改称、映画館となった。1907年（明治40年）、三重県津市の偕楽公園内にあった三重県勧業陳列館が移転、開館した。この施設は三重県の物産品を展示し、試売や取引の紹介をすることを主な目的とした施設で1926年（大正15年）7月11日に落成式を挙行し、山田駅（現在の伊勢市駅）前に移転した。1944年（昭和19年）に廃止され、建物は宇治山田市立女子商業学校（三重県立宇治山田商業高等学校の前身の1校）・宇治山田市立厚生中学校の校舎に転用された後、三重県から譲渡、1951年（昭和26年）4月に宇治山田市立観光物産館となる。「観光」よりも産業振興に力を入れていた施設だったが、1954年（昭和29年）に閉鎖した。
1945年（昭和20年）7月に宇治山田市が空襲を受けた際には、町域の大半が焼き尽くされた（宇治山田空襲）。1954年（昭和29年）、宇治山田市立観光物産館の付属建物に宇治山田市立図書館（現在の伊勢市立伊勢図書館の前身）が入居し、1973年（昭和48年）に移転するまでこの地にあった。1961年（昭和36年）、伊勢オカダヤ（ジャスコ伊勢ショッピングセンターの前身）が進出した。1966年（昭和41年）6月、住居表示の導入に伴い、町域の一部が分離し、岩渕一丁目及び吹上一丁目となった。

### 町名の由来
山田駅（現在の伊勢市駅）前にあると同時に外宮の鳥居前であったことから、神都・宇治山田市（伊勢市の旧称）の中心として1908年（明治41年）1月に「田中中世古町」から「本町」に改称された。
旧称の田中中世古町は、田中と中世古を合わせて一郷としたことによる。田中は田の中に町・民家があったことに由来する。中世古の由来は、外宮前下馬所と宮後を結ぶ道（伊勢弁で世古という）の間にあったこと、あるいは田中中世古町にあった時宗神光寺（中ノ道場）に至る道「中ノ道場世古」を略したもの、の2説がある。

### 沿革
- 1889年（明治22年）4月1日 - 町村制施行により度会郡宇治山田町成立。宇治山田町田中中世古町となる。
- 1906年（明治39年）9月1日 - 宇治山田町が市制を施行し、宇治山田市田中中世古町となる。
- 1908年（明治41年）1月 - 田中中世古町が本町に改称され、宇治山田市本町となる。
- 1955年（昭和30年）1月1日 - 昭和の大合併により、周辺4村を編入すると同時に伊勢市に改称され、伊勢市本町となる。

### 町名の変遷
| 実施後 | 実施年月日               | 実施理由     | 実施前                                                                              |
| ------ | ------------------------ | ------------ | ----------------------------------------------------------------------------------- |
| 本町   | 1908年（明治41年）1月    | 町名改称     | 宇治山田市田中中世古町                                                              |
| 本町   | 1966年（昭和41年）6月1日 | 住居表示導入 | 本町の一部（字中舘・字中世古・字田中・字片田の一部） 宮後町の一部（字神路・字鶯谷） |

## 世帯数と人口
2019年（令和元年）7月31日現在の世帯数と人口は以下の通りである。
| 町丁 | 世帯数  | 人口  |
| ---- | ------- | ----- |
| 本町 | 173世帯 | 351人 |

### 人口の変遷
1643年以降の人口の推移。1995年以後は国勢調査による推移。
| 1643年（寛永20年） | 1,312人 | [ 2 ]     |  |
| 1872年（明治5年）  | 430人   | [ 2 ]     |  |
| 1965年（昭和40年） | 774人   | [ 1 ]     |  |
| 1980年（昭和55年） | 866人   | [ 13 ]    |  |
| 1995年（平成7年）  | 582人   | [ WEB 5 ] |  |
| 2000年（平成12年） | 520人   | [ WEB 6 ] |  |
| 2005年（平成17年） | 450人   | [ WEB 7 ] |  |
| 2010年（平成22年） | 404人   | [ WEB 8 ] |  |
| 2015年（平成27年） | 358人   | [ WEB 9 ] |  |

※ 1850年は人口が不明な為、省略。

### 世帯数の変遷
国勢調査による世帯数の推移。
| 1643年（寛永20年） | 332戸   | [ 2 ]     |  |
| 1850年（嘉永3年）  | 138戸   | [ 2 ]     |  |
| 1965年（昭和40年） | 215世帯 | [ 1 ]     |  |
| 1980年（昭和55年） | 322世帯 | [ 13 ]    |  |
| 1995年（平成7年）  | 238世帯 | [ WEB 5 ] |  |
| 2000年（平成12年） | 216世帯 | [ WEB 6 ] |  |
| 2005年（平成17年） | 194世帯 | [ WEB 7 ] |  |
| 2010年（平成22年） | 175世帯 | [ WEB 8 ] |  |
| 2015年（平成27年） | 165世帯 | [ WEB 9 ] |  |

※ 1872年は世帯数が不明な為、省略。

## 学区
市立小・中学校に通う場合、学区は以下の通りとなる。
| 番・番地等 | 小学校             | 中学校             |
| ---------- | ------------------ | ------------------ |
| 全域       | 伊勢市立厚生小学校 | 伊勢市立厚生中学校 |

## 交通

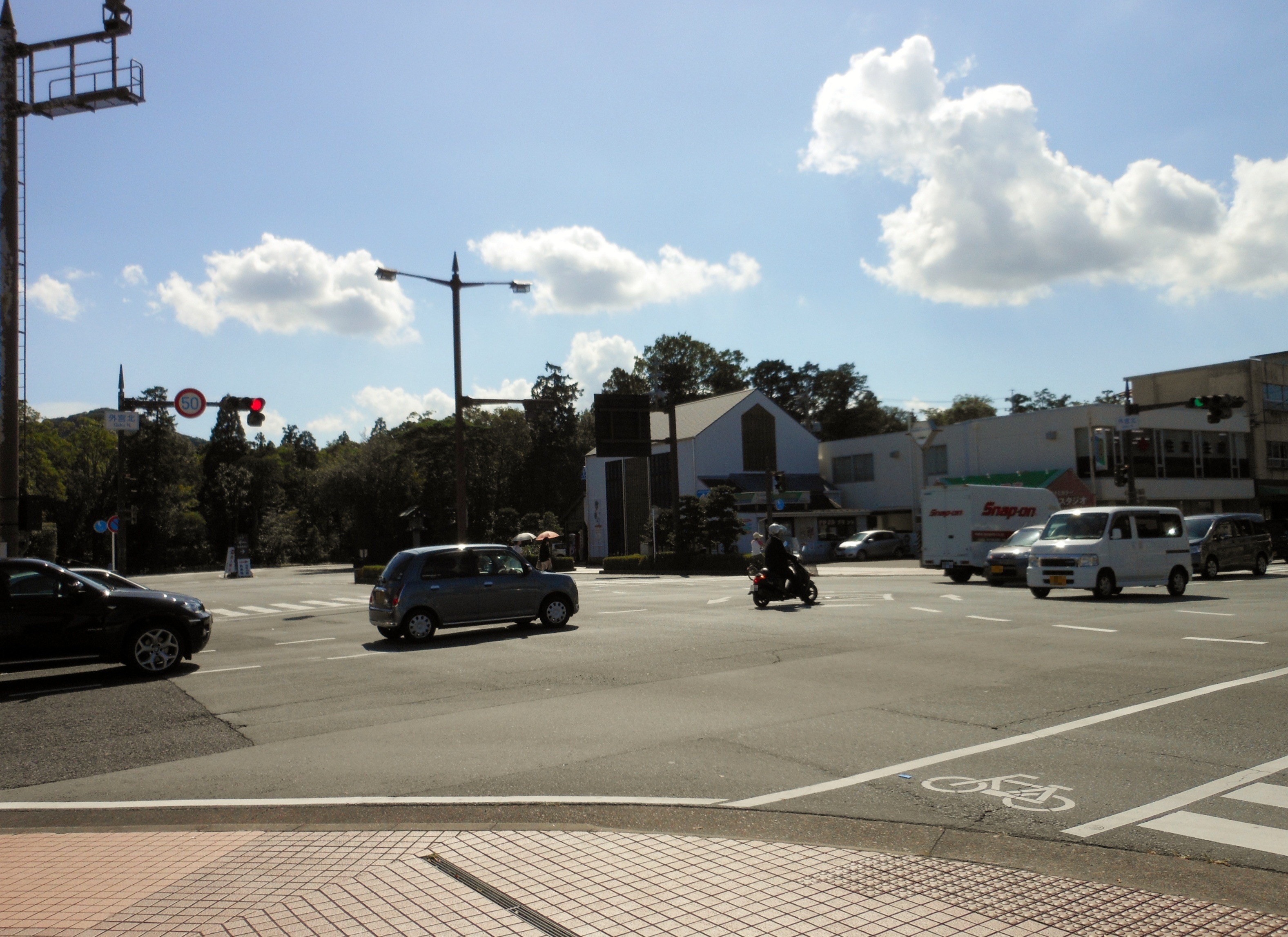
外宮北交差点
画像の下方向が県道37号、上方向が県道32号、右方向が県道22号、左方向が県道22号と県道37号の重複区間である。

本町は伊勢市の主要な道路が交差する地点であり、通称の付いている路線が多い。
- 伊勢市道外宮参道線：通称「外宮参道」。沿線は観光客向けの商店と大手・地元企業が混在する。
- 三重県道22号伊勢南島線：別称は「南島街道」だが、現在ではあまり用いられない。伊勢市岩渕・岡本区間は官庁街の様相を呈する。
- 三重県道32号伊勢磯部線：通称「御木本道路」。通称の由来は真珠王御木本幸吉が道路建設に私財を投じたことから。
- 三重県道37号鳥羽松阪線：通称「御幸道路」・「旧国道23号」。御幸道路の由来は明治天皇の行幸のために整備されたことによる。外宮北交差点で西から北へ[14]路線方向を転換、外宮参道と並行する。
- 三重県道777号松阪伊勢自転車道線：上記の道路（県道37号）と重複し、本町で終点となる。

※ このほか「世古」と呼ばれる細い路地が縦横に通っている。

## 施設

### 外宮参道界隈
- 伊勢せきや本店[15]
- 旅館山田館
- 伊勢外宮前郵便局
- 社団法人伊勢市観光協会
- 伊勢外宮前郵便局
- 東進衛星予備校伊勢市駅前校

### 旧国道23号界隈
- 東京海上日動火災保険伊勢支社
- 三十三銀行伊勢中央支店
- 和食さと伊勢店
- ファミリーマート伊勢本町店
- ビジネスホテル山本
- ジャスコ伊勢ショッピングセンター[16]

## その他

### 日本郵便
- 郵便番号 : 516-0074[WEB 3]（集配局：伊勢郵便局[WEB 11]）。

### WEB
1. ↑  “三重県伊勢市の町丁・字一覧”.   人口統計ラボ. 2019年8月19日閲覧。
2. 1 2  “人口統計情報 - 伊勢市の人口・世帯数”.   伊勢市. 2019年8月19日閲覧。
3. 1 2  “本町の郵便番号”.  日本郵便. 2019年8月15日閲覧。
4. ↑  “市外局番の一覧”.   総務省. 2019年6月24日閲覧。
5. 1 2  “平成7年国勢調査の調査結果(e-Stat) - 男女別人口及び世帯数 －町丁・字等”.   総務省統計局 (2014年3月28日). 2019年8月16日閲覧。
6. 1 2  “平成12年国勢調査の調査結果(e-Stat) - 男女別人口及び世帯数 －町丁・字等”.   総務省統計局 (2014年5月30日). 2019年8月16日閲覧。
7. 1 2  “平成17年国勢調査の調査結果(e-Stat) - 男女別人口及び世帯数 －町丁・字等”.   総務省統計局 (2014年6月27日). 2019年8月16日閲覧。
8. 1 2  “平成22年国勢調査の調査結果(e-Stat) - 男女別人口及び世帯数 －町丁・字等”.   総務省統計局 (2012年1月20日). 2019年8月16日閲覧。
9. 1 2  “平成27年国勢調査の調査結果(e-Stat) - 男女別人口及び世帯数 －町丁・字等”.   総務省統計局 (2017年1月27日). 2019年8月16日閲覧。
10. ↑  “通学区域から見る 「伊勢市立小中学校一覧」” (PDF).   伊勢市. 2019年8月19日閲覧。
11. ↑  “郵便番号簿 2018年度版” (PDF).   日本郵便. 2019年6月10日閲覧。

### 文献・注釈
1. 1 2 3 4 5 6  「角川日本地名大辞典」編纂委員会 1983, p. 970.
2. 1 2 3 4 5 6 7 8 9 10 11  「角川日本地名大辞典」編纂委員会 1983, p. 678.
3. ↑  久保（1996）：55ページ
4. ↑  久保（1996）：55 - 56ページ
5. 1 2 3  伊勢市（1968）：639ページ
6. 1 2  伊勢市（1968）：640ページ
7. ↑  伊勢市（1968）：933ページ
8. ↑  伊勢市（1968）：359ページ
9. ↑  「七月に開店 四日市のマルオカ伊勢進出」伊勢新聞 1961年（昭和36年）6月1日付 2面
10. ↑  伊勢市（1968）：554ページ
11. 1 2  平凡社地方資料センター 1983, p. 677.
12. ↑  昭和41年5月24日三重県告示第401号
13. 1 2  「角川日本地名大辞典」編纂委員会 1983, p. 1164.
14. ↑  起点から走行した場合の方角
15. ↑  伊勢名物「参宮あわび」の製造・販売
16. ↑  1996年（平成8年）閉店。現在は一部が更地のまま残存する。後継店として1997年（平成9年）、伊勢自動車道伊勢IC南にジャスコ新伊勢ショッピングセンター（ジャスコ伊勢店、現・イオン伊勢店）が開業した。